# Nighthawks (película)
Nighthawks (Halcones de la noche en español) es una película estadounidense de acción y suspenso de 1981 dirigida por Bruce Malmuth y protagonizada por Sylvester Stallone, Billy Dee Williams y Rutger Hauer.

## Trama
Deke DaSilva (Stallone) y Matthew Fox (Williams) son dos policías de Nueva York que son transferidos a un escuadrón antiterrorismo formado por el FBI en colaboración con la inteligencia europea, debido a la sospecha de que un peligroso terrorista llamado Wulfgar (Hauer), quien ha sembrado el terror en Europa, tiene como próximo objetivo los Estados Unidos de América. Al llegar a Nueva York, Wulfgar comienza a aterrorizar a la ciudad. Ahora la captura del peligroso terrorista internacional depende totalmente de Fox y DaSilva.
En Londres, el terrorista Heymar Reinhardt (alias Wulfgar) bombardea una tienda de departamentos. Wulfgar se encuentra con un miembro de su red en una fiesta clandestina para recibir documentos de viaje y dinero. Sospechando que el repartidor podría ser un informante, Wulfgar lo mata y llegan tres oficiales del Servicio de Policía Metropolitana para arrestarlo. Él escapa saltando por una ventana y el superintendente de policía reprende al investigador principal, el inspector Hartman. En París, Wulfgar se encuentra con su pareja, la terrorista Shakka, y se entera de que sus financistas lo están condenando al ostracismo porque el bombardeo mató a varios niños. Wulfgar se somete a una cirugía facial para alterar su apariencia y decide trasladar su campaña terrorista a la ciudad de Nueva York.
El teniente Munafo transfiere a DaSilva y Fox al escuadrón ATAC (Comando de Acción Antiterrorista), recién formado, donde se encuentran con Hartman. Hartman considera que la policía estadounidense no es lo suficientemente despiadada para tratar con un terrorista como Wulfgar, de quien sospechan que podría llegar a Nueva York en cualquier momento. Wulfgar llega a Nueva York y se muda con una azafata llamada Pam, y la mata cuando ella descubre su arsenal oculto en maletas enviadas por sus socios. Munafo ordena a DaSilva y Fox que registren todos los clubes nocturnos visitados por la azafata. Encuentran a Wulfgar en un club nocturno y, después de un tiroteo y una persecución a pie por el metro, Wulfgar primero toma a una mujer como rehén y la usa como escudo humano, evitando que DaSilva dispare. Wulfgar luego escapa cortando la cara de Fox con un cuchillo, lo que enfurece a DaSilva, quien jura matar a Wulfgar. En el hospital, Fox amonesta a DaSilva por no disparar.
El escuadrón ATAC protege una funcionaria de las Naciones Unidas en el Museo Metropolitano de Arte. La terrorista Shakka también llega a Nueva York, infiltrándose en la fiesta disfrazada, acorrala a Hartman en una escalera mecánica y lo mata. Después de secuestrar un tranvía, Wulfgar ejecuta a la esposa del embajador francés mientras DaSilva observa desde un helicóptero de la policía. Wulfgar exige que DaSilva suba al tranvía para recibir a un bebé y llevarlo a un lugar seguro. DaSilva se sube al teleférico y se enfrenta a Wulfgar, exigiendo saber por qué Wulfgar mató a la mujer. Wulfgar dice matarla porque quería hacerlo; considerándose un portavoz de las personas que no pueden hablar por sí mismas, dice que todas las personas son víctimas.
La policía acepta las demandas de Wulfgar, que un autobús lo escolte a él y a los rehenes del teleférico a un aeropuerto, donde lo estará esperando un avión. Wulfgar y Shakka se esconden entre los rehenes, pero mientras abordan el autobús, DaSilva reproduce una grabación oculta de una reunión secreta del agente Hartman negociando con Shakka para encontrar a Wulfgar y matarlo. Shakka, enfurecida por sentirse traicionada, se separa de los rehenes y Fox le dispara con un rifle de francotirador. Wulfgar al ver que su plan ha fracasado, escapa conduciendo el autobús por una rampa hacia el East River y la policía no puede encontrarlo.
En la casa segura de Wulfgar, ATAC encuentra información detallada sobre los miembros individuales del equipo e Irene. Wulfgar irrumpe en la casa de Irene y la sigue hasta la cocina mientras lava los platos. Cuando se acerca sigilosamente por detrás para matarla, "Irene" de repente se vuelve hacia Wulfgar, revelando es el agente DaSilva disfrazado, ahora si dispuesto a matarlo sin piedad porque es un loco terrorista. Cuando DaSilva apunta con su revólver a Wulfgar, se abalanza sobre él y pelean, DaSilva dispara dos veces al terrorista y su cuerpo se estrella contra la calle. DaSilva sale de la casa y se sienta junto al cuerpo sin vida de Wulfgar en los escalones de la entrada de la casa de Irene.

## Reparto
- Sylvester Stallone ... Det. Sgt. Deke DaSilva
- Billy Dee Williams ... Det. Sgt. Matthew Fox
- Lindsay Wagner ... Irene
- Persis Khambatta ... Shakka Holland
- Nigel Davenport ... Peter Hartman
- Rutger Hauer ... Wulfgar
- Hilary Thompson ... Pam (como Hilarie Thompson)
- Joe Spinell ... Lt. Munafo
- Jamie Gillis ... Designer

## Datos de la producción
La historia se había planeado originalmente como The French Connection III, una continuación de la saga de The French Connection, por el guionista David Shaber en Twentieth Century Fox, y se tenía contemplado a Gene Hackman de nuevo en el papel de Jimmy “Popeye” Doyle haciendo equipo con otro policía que posiblemente fuera interpretado por Richard Pryor. El argumento principal era el mismo, pero cuando Hackman se mostró inconforme con hacer una tercera película como Doyle, la idea fue desechada y Universal adquirió los derechos de la historia, que luego se convirtió en Nighthawks.
El director original era Gary Nelson, que había dirigido éxitos de taquilla de Disney como Freaky Friday (1976) y The Black Hole (1979), pero dejó el proyecto antes de la producción. Su reemplazo, Bruce Malmuth, sólo había hecho una película antes, un segmento de la comedia Foreplay (1975). Malmuth no pudo asistir el primer día de rodaje, así que Stallone intervino como director para rodar la primera escena, la persecución en el metro. Stallone tuvo que conseguir la aprobación de la Directors Guild of America (DGA), que tiene reglas estrictas sobre los actores dirigiendo sus propias películas, aun siendo solo ese día de filmación. El rodaje comenzó en enero de 1980 y duró hasta marzo del mismo año. Fue filmada en Nueva York, París y Londres.
La película significó el debut en América del actor neerlandés Rutger Hauer. Según una entrevista, a Hauer se le dijo  antes de la filmación que Stallone subía y bajaba corriendo las escaleras de una construcción para ejercitarse. Sin embargo, durante la persecución del metro, Hauer continuamente superaba a la estrella estadounidense, quien es conocido por su competitividad y condición física. Stallone también significó un problema para los productores, ya que él insistía en hacer sus propias escenas de riesgo sin usar dobles. El actor Nigel Davenport afirma que Stallone realizó la escena donde fue izado desde una barcaza con el tranvía. Stallone lo confirmó en el sitio web "Ain't It Cool News":
«Colgar de un cable fue probablemente la acrobacia más peligrosa que se me pidió hacer. No se había probado antes. Yo tenía que cargar en mi mano izquierda un cuchillo portátil Gerber por si el cable se rompía, y si hubiera sobrevivido la caída de 230 pies al río Este con su helada corriente de 8 millas por hora, poder cortar el arnés. Lo digo porque es muy estúpido simplemente creer siquiera que podía haber sobrevivido a la dura caída, pensar en ir más allá es absurdo.»
Stallone también dijo que Nighthawks «era una película todavía mejor antes de que el estudio perdiera la fe en ella y la cortara en pedazos. Lo que había en las escenas eliminadas eran extraordinarias actuaciones de Rutger Hauer y de Lindsey Wagner y el final era un baño de sangre que rivalizaba con el de Taxi Driver. Pero era un baño de sangre con propósito».

## Recepción
A pesar de recibir buenas críticas, la cinta no se convirtió en un éxito comercial, aunque si recuperó su presupuesto inicial de US$5,000,000 en Estados Unidos y el extranjero, recaudó un total de US$14,900,000 en América y US$5,000,000 en el resto del mundo, siendo un total de US$19,900,000. La interpretación de Hauer como el violento y sádico terrorista recibió buenas críticas en general. La actuación de Stallone como el policía urbano recibió críticas regulares, destacando su similitud con policías como los encarnados en Baretta y Chacal.
Stallone opina actualmente de la película: "En su momento, la gente no podía identificarse con ella, y el estudio (Universal) no creía en ella”.